# Hertener Mark
Die Hertener Mark ist der nahezu unbewohnte Südstadtteil Hertens im Kreis Recklinghausen, Nordrhein-Westfalen. Sie zieht sich, wie auch die ähnliche, westlich benachbarte Resser Mark (Gelsenkirchen) und der östlich benachbarte Recklinghäuser Wohnstadtteil Hochlarmark, von der A 2 im Norden bis zur Emscher im Süden, jenseits der sich Herne-Crange anschließt.
Der Stadtteil ist weithin sichtbar durch die Halde Hoheward (152,5 m ü. NHN) und die etwas kleinere, an der Windkraftanlage erkennbare Halde Hoppenbruch (113 m). Überdies enthält er drei ebenerdige Industriegebiete, ein großes Naturschutzgebiet und einen Friedhof. Im Nordwesten liegt das in Teilen denkmalgeschützte Gelände der ehemaligen Zeche Ewald, Schächte 1, 2 und 7. Neben dem höchsten Punkt der Stadt auf der Hoheward liegt in der Hertener Mark auch der niedrigste Punkt der Stadt, nämlich mit etwa 37 m in der Emscher unmittelbar unterhalb des Südendes der Ewaldstraße, westlich dessen das Hertener Gebiet nicht mehr ganz bis zur Emscher reicht.

## Gliederung
Die Hertener Mark ist nicht nur nach Norden und Süden scharf abgegrenzt, sondern ist auch in sich sehr scharf gegliedert. Ein naturnaher Weststreifen jenseits der Ewaldstraße enthält im Norden das 81 ha große NSG Hertener Emscherbruch und im Süden den etwas kleineren Waldfriedhof Herne. Im Nordosten trennt die Herner Straße ein kleines Segment des NSG Brandhorster Wald ab, das sich in Recklinghausen fortsetzt; die zentrale Fläche wird durch die beiden Halden gekammert:
Die Hoheward nordöstlich der Mitte trennt das Industriegebiet an der Industriestraße in Nordosten ab, das durch die Herner Straße vom Brandhorster Wald getrennt wird, sowie das Zechengelände nebst Industriegebiet an der Albert-Einstein-Allee mit der Ewaldpromenade im Nordwesten, das nach Süden an die Hoppenbruch stößt. Südlich der Hoheward und östlich der Hoppenbruch liegt wiederum das Industrie- und Gewerbegebiet Im Emscherbruch nebst der namentlichen Straße Hertener Mark mit dem Lager von ALDI(-Nord) und der Müllverbrennungsanlage der RZR Herten, das durch den Schellenbruchgraben, den Alt-Unterlauf des heute dem Westerholter Holzbach zufließenden Resser Bachs, von den Halden separiert wird.

### Teilflächen
Es ergeben sich folgende Teilflächen:
- Westsegment
  - NSG Hertener Emscherbruch 0,81 km²
  - Waldfriedhof Herne 0,32 km²
- Nordsegment
  - Zechengelände Ewald 1/2/7 und Industriegebiet Einstein-Allee 0,67 km² (ink. Autobahnspur nördlich des Emscherbruch-NSG)
  - Halde Hoheward 1,62 km² (plus 0,15 km² in Recklinghausen bis vor die Cranger Straße)
  - Industriegebiet Industriestraße 0,25 km² (ink. Autobahnspur nördlich des Brandhorster-NSG-Segments)
  - NSG Brandhorster Wald (Südsehment) 0,05 km² (plus 0,03 km² in Recklinghausen)
- Südsegment
  - Halde Hoppenbruch 0,85 km² (einschließlich Ewaldstraße)
  - Industrie- und Gewerbegebiet Im Emscherbruch 1,91 km²

Diese Flächen summieren sich auf Hertener Stadtgebiet zu 6,48 km², also etwa 6,5 km².

### Zuordnung zu statistischen Bezirken
Aus unerfindlichen Gründen hat die Stadt Herten bei der Aufteilung des Stadtgebiets in statistische Bezirke sich bei den beiden Süd-Stadtteilen nicht an die natürlichen Grenzen gehalten, sondern teilt Herten-Süd und die Hertener Mark jeweils halbseitig den Bezirken Südwest und Südost zu. Dies mag dem Wunsch geschuldet zu sein, einwohnermäßig etwa gleich starke Bezirke zu haben, jedoch werden die statistischen Daten nicht aussagekräftiger, wenn man die Wohn-Halbstadtteile jeweils mit flächenmäßig größeren unbewohnten Halb-Stadtteilen (Herten-Süd ist mit etwa 4,2 km² deutlich kleiner als die Mark) vermengt, sodass zum Beispiel Daten wie die Einwohnerdichte jede Aussagekraft verlieren.
Im konkreten Falle verlaufen die Bezirksgrenzen sogar zu größeren Teilen nicht entlang natürlicher und historischer Grenzen. Im Fall der Hertener Mark verläuft die Grenze über die Hoheward und folgt nur weiter südlich, am Schellenbruchgraben, wieder einer naheliegenden Grenzziehung. Der Südwest-Bezirk enthält also den Weststreifen, die Zeche, die Hoppenbruch und die Westhälfte der Hoheward, der Südostbezirk die Osthälfte der Hoheward nebst Hauptgipfel und die anderen beiden Industriegebiete.

## Geschichte
Der Emscherbruch im Süden des Vestes bzw. der ehemaligen Stadt Buer, von Herten und von Recklinghausen war früher unwegsames Sumpfgelände – Fernstraßen wie die Horneburger Straße in Richtung Dortmund führten eher über den Vestischen Höhenrücken. Die Gebiete Resser Mark und Hertener Mark sind bereits auf der Preußischen Uraufnahme ziemlich genau an den heutigen Gelsenkirchener und Hertener Stadtteilen eingezeichnet.  1845 wurde die Herter Mark geteilt.
Durch den Steinkohlebergbau wurden im 19. Jahrhundert diese Brüche nach und nach erschlossen; 1872 begannen die Arbeiten an Schacht 1 von Zeche Ewald, weiter östlich waren wenige Jahre zuvor die Arbeiten an den ersten Schächten der Zeche Recklinghausen begonnen worden, in Recklinghausen-Süd und Hochlarmark entstanden bald darauf die ersten Siedlungen. Die ersten Kolonien zu Ewald entstanden nördlich der Zeche, im heutigen Herten-Süd.
Bereits im Jahr 1935, also noch vor dem Zweiten Weltkrieg, waren die drei Marken durch den Bau der A 2 scharf von den Reststädten abgetrennt. Durch Aushub, der für den Autobahnbau benötigt wurde, entstand der Ewaldsee in der Resser Mark, dessen Nordosten minimal die Hertener Mark berührt.
Halde Hoppenbruch war ab 1978 aus Bergaufschüttungen der umgebenden Zechen entstanden. In nordöstlicher Fortsetzung hatte damals die Halde Ewald gestanden, östlich parallel dazu die Halde Emscherbruch – beides ehemalige Mülldeponien, die mit Bergematerial überdeckt wurden. Bereits zur Entstehungszeit der Hoppenbruch hatte es Pläne gegeben, das besiedelte „Hohewaldtal“ an der damals zwischen A 2 und Emscher 3 km langen Hohewaldstraße zwischen beiden ehemaligen Deponien zu überschütten. Nach anfänglichen Protesten innerhalb der Bevölkerung, darunter auch die etwa 240 Bewohner des „Tals“, wurde ab 1985 mit der Überschüttung begonnen. Für die durchs Tal führende Zechenbahntrasse wurde bereits zuvor ein Tunnel in Form einer Betonröhre erbaut – einer der wenigen Tunnel, die schon vor dem Berg da waren.
Derweil wurde im Frühjahr 2001 die Zeche Ewald stillgelegt und das Zechengelände nach und nach in ein Freilichtmuseum umgewandelt. Die drei Fördertürme, von denen der älteste noch als Malakowturm und damit festungsähnlich aus Stein erbaut worden war, sind, genau wie die verbliebenen Fördertürme der Schächte 3 und 4 der Zeche Schlägel und Eisen in Langenbochum, als wichtige Zeitzeugen der Epoche des Steinkohlebergbaus und Landmarken erhalten geblieben.
Die Hoppenbruch war bereits ab 1983 teilweise für die Öffentlichkeit zugänglich gewesen, ab 1992 dann komplett. Seit 1997 beherbergt sie eine Windanlage, die beim Austausch im Jahr 2016 ihre Leistung auf 3,05 MW verdoppelte. In jenem Jahr wurde auch der Westteil der Hoheward zu Ende geschüttet und modelliert. Heute ist sie eines der beliebtesten Naherholungsziele der Region. Sie ist nach Halde Oberscholven und Halde Haniel die dritthöchste des Ruhrgebiets und die zweithöchste betretbare; ihre Fläche überschreitet mit über 1,6 km² die der Oberscholven (0,6 km²) um Längen und auch die der Haniel (knapp 1,3 km²) noch merklich. Ihre Dominanz beträgt rund 11 km bis zur Oberscholven; die nächsthöhere natürliche Erhebung, der Stimberg, ist sogar gut 12 km entfernt.

## Verkehr
Die VRR-Buslinien SB27, 210, 234 und NE7 der Vestischen Straßenbahnen bedienen den Stadtteil, wobei die Linien SB27 und NE7 ihn westlich, die Linien 210 und 234 östlich tangieren. Lediglich einzelne Fahrten der Linie SB27 bedienen im Berufsverkehr das zentral gelegene Gewerbegebiet an der Hohewardstraße.
| Linie | Verlauf | Takt (Mo–Fr) |
| ----- | --- | ------------ |
| SB27  | Marl Mitte – Friedhof Alt-Marl – Herten-Langenbochum – Paschenberg – Über den Knöchel (Herten , 150 m) – Herten Mitte (Herten , 500 m) – Herten Rathaus (Herten , 300 m) – Herten-Süd – Bergbau Ewald 1/2 – Hertener Mark Tennisplatz – Wanne Waldfriedhof (– Hertener Mark Hohewardstraße) (einzelne Fahrten im Berufsverkehr) – Mondpalast – Wanne-Eickel Hbf | 30 min       |
| 210   | RE-Röllinghausen – König Ludwig – Recklinghausen-Süd – Grullbad Hochstr. – RE-Süd Bf – Hochlarmark – RE-Neue Horizonte – Hertener Mark Industriegebiet – Herten-Süd – Herten Rathaus (Herten , 300 m) – Herten Mitte (Herten , 500 m) | 30 min       |
| 234   | Herten Mitte (Herten , 500 m) – Herten Rathaus (Herten , 300 m) – Herten-Süd – Hertener Mark Industriegebiet – RE-Neue Horizonte – Hochlarmark Salentinstr. – Recklinghausen-Süd – Grullbad – König Ludwig Overbergstr. – Röllinghausen Marderweg – Suderwich – Essel – Groß-Erkenschwick – Oer-Erkenschwick Berliner Platz                                     | 30 min       |
| NE7   | Herten Mitte – Herten-Süd – Bergbau Ewald 1/2 – Hertener Mark Tennisplatz – Wanne Waldfriedhof – Mondpalast – Wanne-Eickel Hbf NachtExpress: In den Nächten von Freitag auf Samstag, Samstag auf Sonntag und vor Feiertagen | 60 min       |

## Galerie

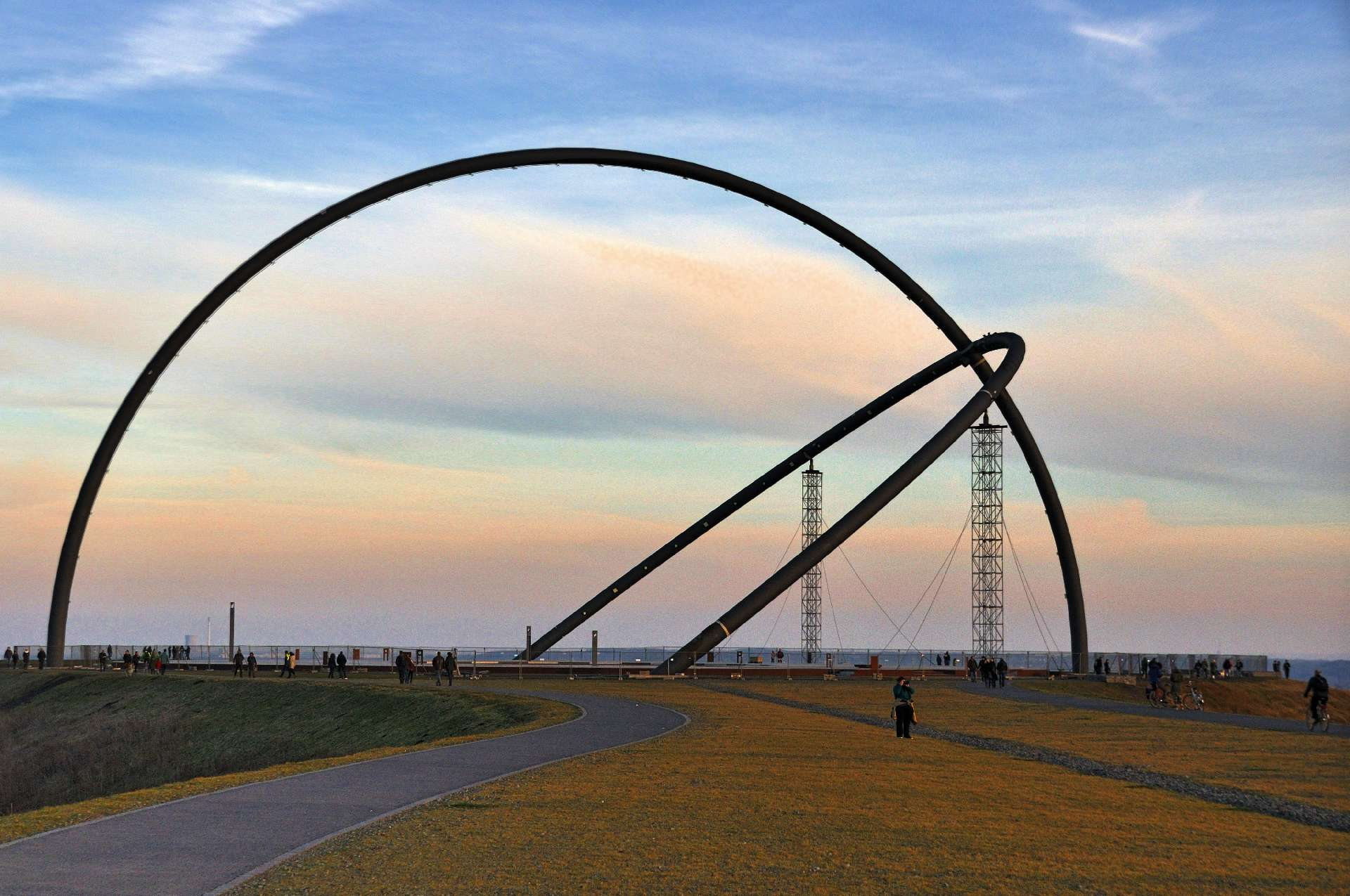
Das Horizont-Observatorium der Halde Hoheward
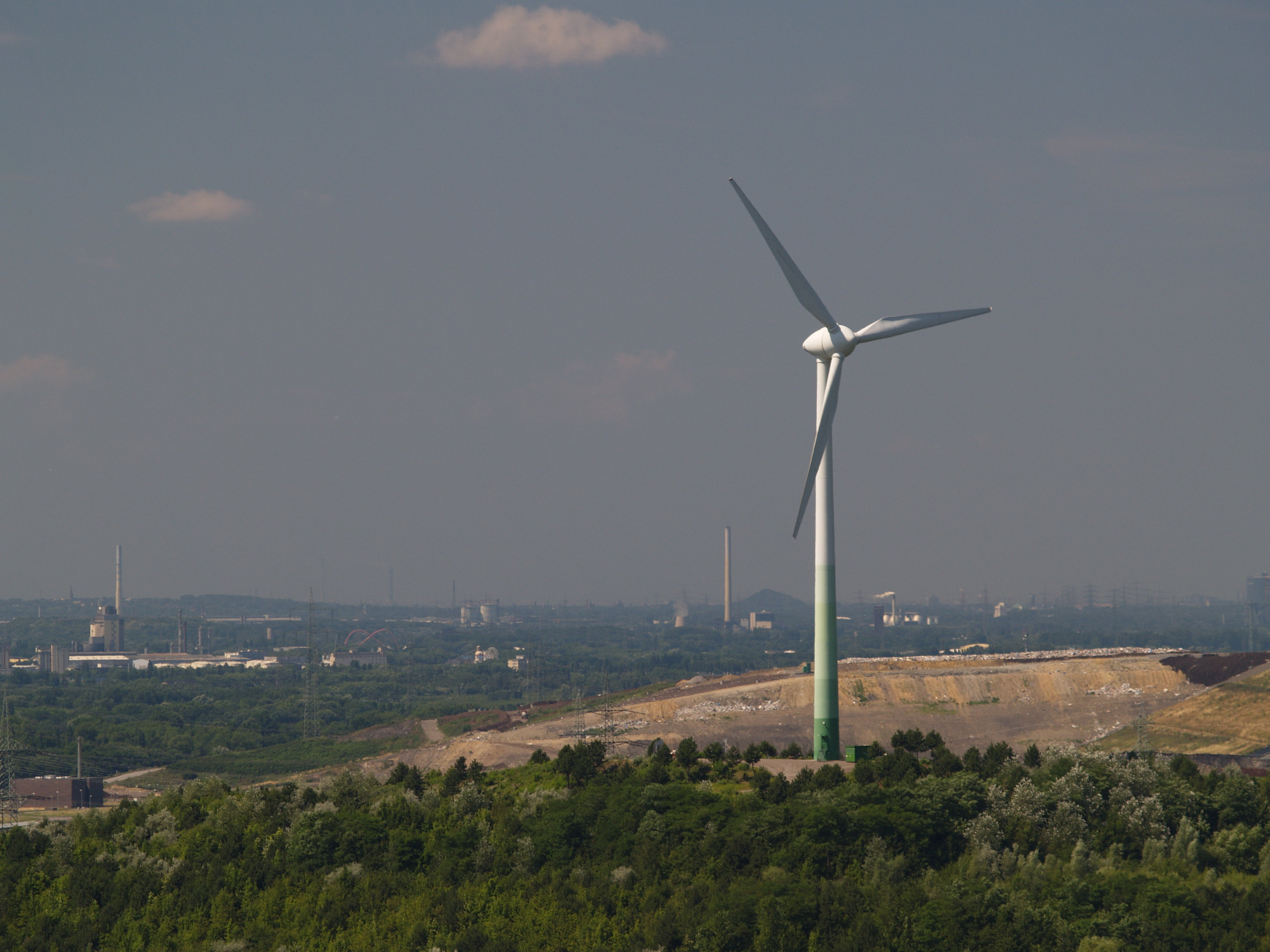
Halde Hoppenbruch, dahinter die Zentraldeponie Emscherbruch (120 m) in der Resser Mark
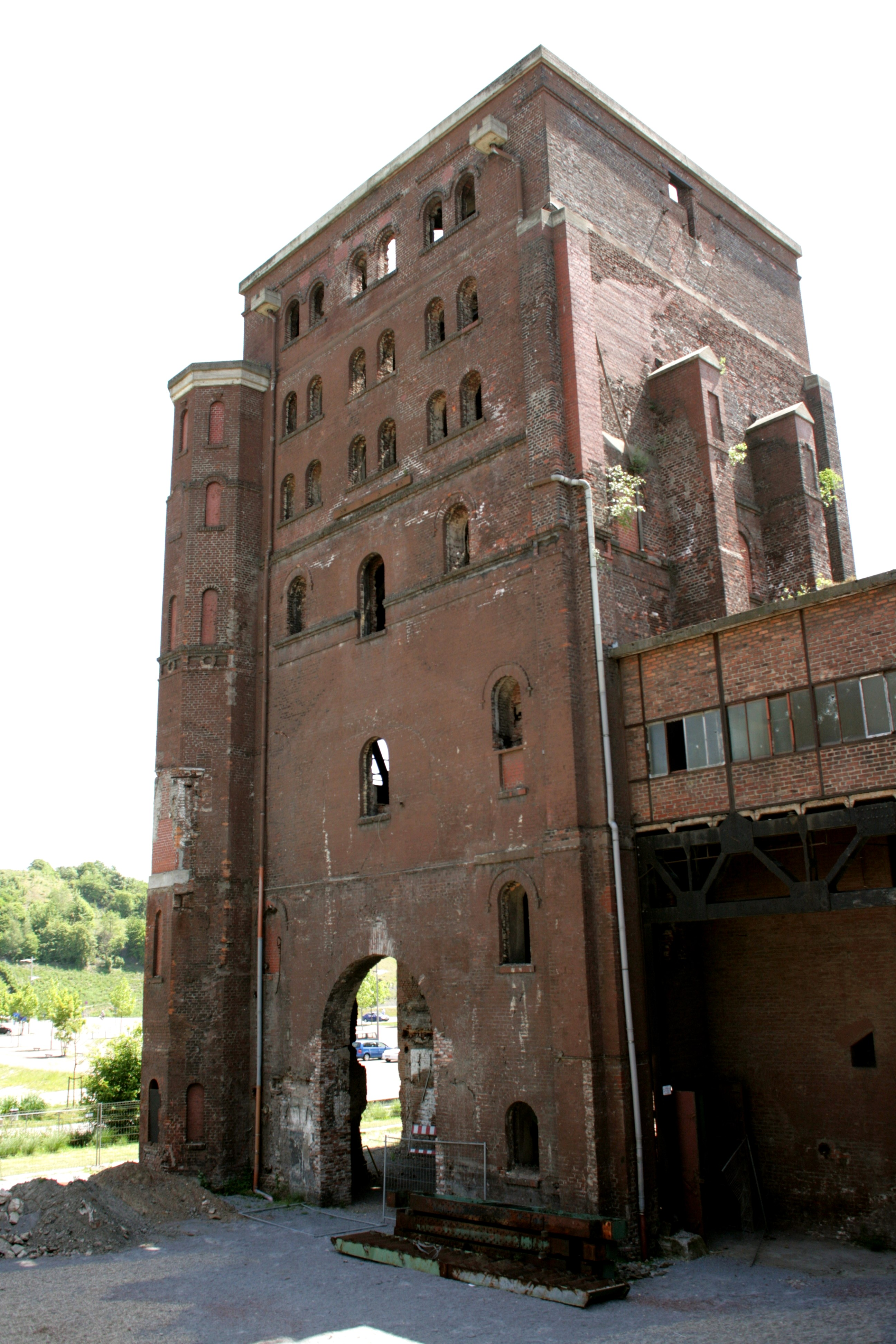
Malakow-Turm von Schacht 1
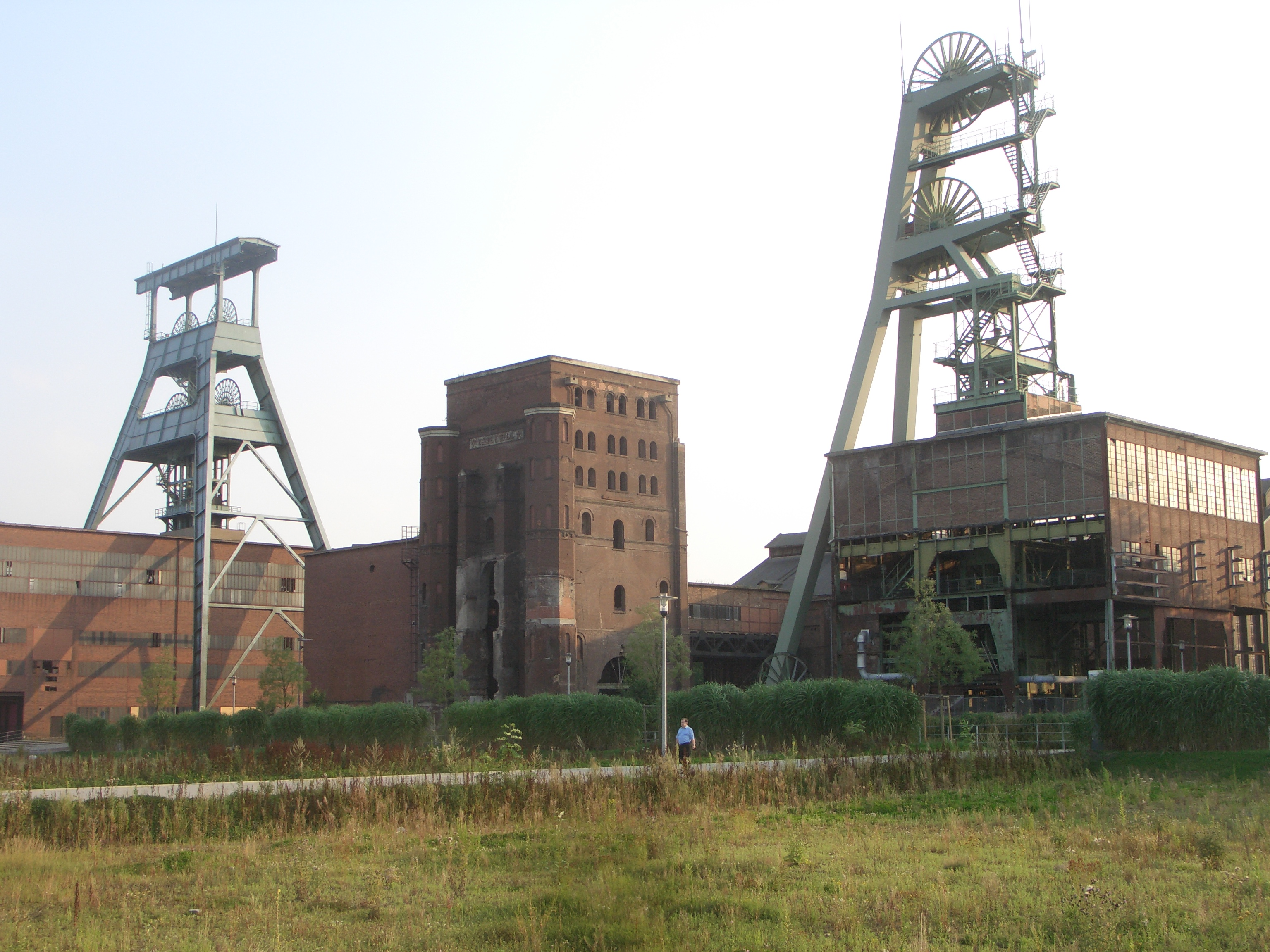
Alle drei Schächte
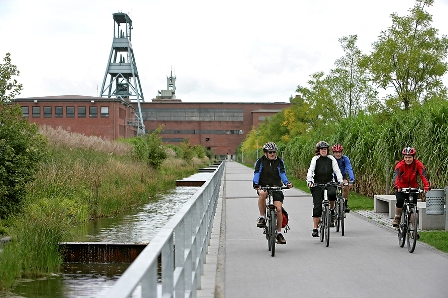
Die Ewaldpromenade und Schacht 7